# سترانگوو
سترانگوو (به صربی: Stranjevo) یک منطقهٔ مسکونی در صربستان است که در ولاسوتینتسه واقع شده‌است. سترانگوو ۴۸ نفر جمعیت دارد.